# Calathea prolifera
Calathea prolifera là một loài thực vật có hoa trong họ Marantaceae. Loài này được (Vell.) J.M.A.Braga mô tả khoa học đầu tiên năm 2005.